# 成田町
成田町（なりたまち）は、千葉県印旛郡（下埴生郡）にかつて存在した町である。
現在の成田市は1954年に新設合併で誕生したものであり、本町とは異なる自治体である。

## 地理
- 現在の成田市の南西部、旧成田市の南部に位置している。
- 村域は台地と平地が入り組む谷戸が多い地形になっている。

## 歴史
- 1889年（明治22年）4月1日 - 町村制施行に伴い、成田町、郷部村、寺台村、土屋村が合併して下埴生郡成田町が発足。
- 1897年（明治30年）4月1日 - 下埴生郡が印旛郡に編入。
- 1932年（昭和7年）7月1日 - 印旛郡富里村大字日吉倉の一部（論田、苅分、申新田、中弘、向山、大田、橇田）を編入（現不動ヶ岡）。
- 1954年（昭和29年）3月31日 - 公津村、八生村、中郷村、久住村、遠山村、豊住村と合併し、成田市を新設。同日成田町廃止。

### 変遷表
| 1868年 以前 | 1868年 以前 | 1868年 以前     | 明治19年        | 明治22年 4月1日 | 明治30年 4月1日 | 明治30年 4月1日 | 昭和7年 7月1日 | 昭和29年 3月31日 | 現在   |
| ----------- | ----------- | --------------- | --------------- | --------------- | --------------- | --------------- | -------------- | ---------------- | ------ |
| 下埴生郡    |             | 成田村          | 成田町          | 成田町          | 印旛郡 に編入   | 成田町          | 成田町         | 成田市           | 成田市 |
| 下埴生郡    | 郷部村      |                 |                 | 成田町          | 印旛郡 に編入   | 成田町          | 成田町         | 成田市           | 成田市 |
| 下埴生郡    | 寺台村      |                 |                 | 成田町          | 印旛郡 に編入   | 成田町          | 成田町         | 成田市           | 成田市 |
| 下埴生郡    | 土屋村      |                 |                 | 成田町          | 印旛郡 に編入   | 成田町          | 成田町         | 成田市           | 成田市 |
| 印旛郡      |             | 日吉倉村 の一部 | 日吉倉村 の一部 | 富里村 の一部   | 富里村 の一部   | 富里村 の一部   | 成田町 に編入  | 成田市           | 成田市 |

## 人口・世帯

### 人口
総数 [単位： 人]
| 1891年（明治24年） | 4,549  |
| 1904年（明治37年） | 4,892  |
| 1917年（大正 6年） | 6,657  |
| 1932年（昭和 7年） | 9,140  |
| 1950年（昭和25年） | 13,765 |

### 世帯
総数 [単位： 世帯]
| 1932年（昭和 7年） | 1,908 |
| 1950年（昭和25年） | 2,974 |

## 交通

### 鉄道
- 日本国有鉄道（ → 東日本旅客鉄道）
  - ■成田線
    - 成田駅
- 京成電鉄
  - ■■京成本線
    - 京成成田駅
- 成田鉄道
  - 多古線（昭和19年1月11日に休止。昭和21年10月9日に廃止。）
    - 成田駅 - 西成田駅 - 東成田駅

  - 宗吾線（昭和19年12月11日に廃止。）
    - 不動尊 - 幼稚園下 - 京成電車前 - 本社前 - 論田 - 新田

  - 宗吾線（支線）（昭和19年12月11日に廃止。）
    - 本社前 - 成田駅前

### 道路
- 二級国道
  - 国道123号（ → 国道51号）